# Отряд полковника Лесевицкого
Отряд полковника Лесевицкого («Отряд спасения Кубани») — антибольшевистское военное формирование, кубанский добровольческий отряд, сформированный на Кубани полковником Н. П. Лесевицким 20 января 1918 года и входивший в состав вооружённых сил Кубанской Рады.

## История отряда
Решение о формировании отряда принято на собрании всех офицеров, находившихся в Екатеринодаре, после выступления генерал-квартирмейстера Кубанского Полевого штаба полковника Н. П. Лесевицкого. Ядром отряда послужили офицеры 5-й Кавказской казачьей дивизии. В состав отряда вошли пешая сотня, конный взвод, Кубанская отдельная инженерная сотня, Сводная Кубанская офицерская и полевая батареи. «С конца января 1918 года отряд держал фронт в направлении станицы Кавказской. В конце февраля влился в Кубанский отряд».